# إدواردو (لاعب كرة قدم مواليد 1979)
إدواردو (بالبرتغالية: Eduardo Adelino da Silva‏) هو لاعب كرة قدم برازيلي في مركزي الهجوم والوسط، ولد في 13 أكتوبر 1979 في ريو دي جانيرو في البرازيل. لعب مع سان خوسيه إيرثكويكس ونادي بازل ونادي تولوز ونادي رويال شارلروا ونادي فاسكو دا غاما.

## وصلات خارجية
- إدواردو (لاعب كرة قدم مواليد 1979) على موقع الدوري الأمريكي (الإنجليزية)
- إدواردو (لاعب كرة قدم مواليد 1979) على موقع قاعدة بيانات كرة القدم.إي يو (الإنجليزية)
- إدواردو (لاعب كرة قدم مواليد 1979) على موقع ليكيب (الفرنسية)
- إدواردو (لاعب كرة قدم مواليد 1979) على موقع Soccerway.com (الإنجليزية)
- إدواردو (لاعب كرة قدم مواليد 1979) على موقع عالم كرة القدم.نت (الإنجليزية)